# Henryk II Plantagenet
Henryk II Plantagenet lub Andegaweński, Curtmantle, Fitzempress (ur. 5 marca 1133 roku w Le Mans, zm. 6 lipca 1189 w Chinon) – od 1151 hrabia Andegawenii, od 1154 król Anglii, w różnych czasach kontrolował także część Walii, Szkocji, północną Irlandię i zachodnią Francję.
Syn Godfryda V Plantageneta i Matyldy, córki Henryka I Beauclerc, króla Anglii. W 1151 odziedziczył po ojcu Andegawenię, w 1152 ożenił się z Eleonorą, dziedziczką Akwitanii, a w 1154 został królem Anglii. Jako taki przeprowadził szereg reform wewnętrznych. Skonfliktowany z Thomasem Becketem, arcybiskupem Canterbury. W roku 1171 podbił Irlandię, w 1175 podporządkował sobie Szkocję.
Od 1173 walczył z królami Francji, którzy popierali jego zbuntowanych synów – najpierw Henryka Młodego Króla, później Ryszarda Lwie Serce.
W pamięci wielu pokoleń potomnych pozostał jako ojciec Ryszarda Lwie Serce, którego legenda zdominowała historię całego rodu angielskich Plantagenetów.

## Wstąpienie na tron Anglii
Henryk urodził się w 1133 roku jako najstarszy z trzech synów Godfryda V Plantageneta i jego żony Matyldy, królewny angielskiej. Imię otrzymał po swoim dziadku ze strony matki, Henryku I Beauclerc. Miał dwóch młodszych braci: Godfryda i Wilhelma.
Jego matka została wyznaczona przez króla Henryka I na następczynię tronu, ale po jego śmierci w 1135 roku tron zagarnął jej cioteczny brat, Stefan z Blois. Matylda rozpoczęła z nim wojnę, która trwała praktycznie przez całe panowanie Stefana. Henryk dorastał w rodowych posiadłościach swojego ojca, w hrabstwie Andegawenii, którego był dziedzicem.
W 1141 Henryk towarzyszył matce w wyprawie do Anglii, w celu wyegzekwowania przez Matyldę jej praw do tronu. Wyprawa zakończyła się niepowodzeniem. Henryk pobierał przez ten czas nauki w Bristolu, pod opieką kanclerza swojej matki, Mateusza (innym jego wychowawcą był Piotr de Saintes). Anglię opuścił w 1142 roku. Powrócił tam w 1149. Opiekę nad nim sprawował wówczas król Szkocji Dawid I Święty. Henryk został przezeń pasowany na rycerza.
W roku 1150 Henryk został księciem Normandii. Rok później zmarł ojciec i Henryk odziedziczył jego posiadłości – Andegawenię, Maine i Turenię. 18 maja 1152, po ślubie z Eleonorą Akwitańską, przyłączył do swoich posiadłości Akwitanię, Gaskonię, Poitou i Owernię, stając się jednym z najpotężniejszych feudałów Francji.
W roku 1152 samodzielnie podjął kolejną próbę ataku na Anglię, jednak wylądował tam z niewielkimi siłami (36 statków). Wkroczył do miasta Malmesbury i przystąpił do zdobywania zamku, jednak na wieść o zbliżaniu się wojsk króla Stefana wyszedł z miasta i rozstawił swe wojska pod murami. Henryk miał około 3000 ludzi, Stefan nieco mniej, w dodatku królewscy maszerowali całą noc w szalejącej burzy i teraz ledwie trzymali się na nogach. Zamiast bitwy doszło więc do rokowań. Sprzyjał temu fakt, że król Stefan stracił właśnie swojego najstarszego syna Eustachego, czuł się zmęczony i miał dość trwającej wiele lat wojny. Traktat został zawarty w listopadzie 1153 roku w Winchesterze, a podpisany nieco później w Wallingford. Traktat ten wyznaczał Henryka następcą Stefana. Rok później król Stefan zmarł i 19 grudnia 1154 Henryk został koronowany na króla Anglii.

## Henryk i Anglicy
Gdy w 1154 roku Henryk wstępował na tron Anglii, nie znał języka angielskiego. Nauczył się go wprawdzie, uważał jednak język angielski za prostacki i posługiwał się francuskim.
Henryk rekrutował swoich urzędników z ziem zarówno angielskich jak i francuskich, toteż przyczynił się do nowej fali migracyjnej, zwłaszcza masowego napływu do kraju Andegaweńczyków i Akwitańczyków. Ponieważ pochodził z Francji, było dlań oczywiste, że mimo całej swej wielkości jest jedynie wasalem króla Francji. Dlatego też postanowił uniezależnić się jako król Anglii. Polityka Henryka spowodowała wzrost wpływów francuskich na dworze angielskim. Aż do czasów Edwarda I królowie Anglii nie posługiwali się praktycznie językiem angielskim.

## Imperium andegaweńskie
Objęcie tronu Anglii uczyniło Henryka jednym z ważniejszych europejskich monarchów. Jego potęga była nie w smak królowi Francji, Ludwikowi VII Młodemu, poprzedniemu mężowi Eleonory Akwitańskiej. W dodatku Henryk, jako książę Normandii i hrabia Andegawenii, był lennikiem korony francuskiej, z czego jednak się nie wywiązywał. Ludwik zdawał sobie sprawę, że skumulowanie władzy w ręku Henryka stwarza śmiertelne niebezpieczeństwo dla monarchii Kapetyngów i jej planów zjednoczenia ziem francuskich pod własnym berłem. Kapetyngowie byli jednak dużo słabsi od Andegawenów, dlatego Ludwik starał się szkodzić Henrykowi podsycając wewnętrzne konflikty w jego rozległym państwie.
Wkrótce po ślubie Henryka i Eleonory, Ludwik zdecydował się działać zbrojnie. Utworzył koalicję, w skład której weszli król Stefan; Henryk I, hrabia Szampanii; syn Stefana – hrabia Eustachy IV z Boulogne; Robert I de Dreux, młodszy brat Ludwika VII; i Godfryd, młodszy brat Henryka II Plantageneta, który miał mu za złe, że nie podzielił się z nim władzą w Andegawenii. W lipcu 1152 roku wojska francuskie zaatakowały Akwitanię, Godfryd wywołał bunt w Andegawenii, zaś pozostali koalicjanci ruszyli na Normandię. Henryk przebywał wówczas w Anglii. Wrócił jednak na kontynent, szybko przywrócił porządek w Andegawenii i znów udał się do Anglii. Po siedmiu miesiącach starć i dyplomatycznych zabiegów udało mu się dojść do porozumienia z królem Stefanem (traktat w Willingford). Zawarciu porozumienia sprzyjała choroba króla Ludwika i nagła śmierć hrabiego Eustachego.

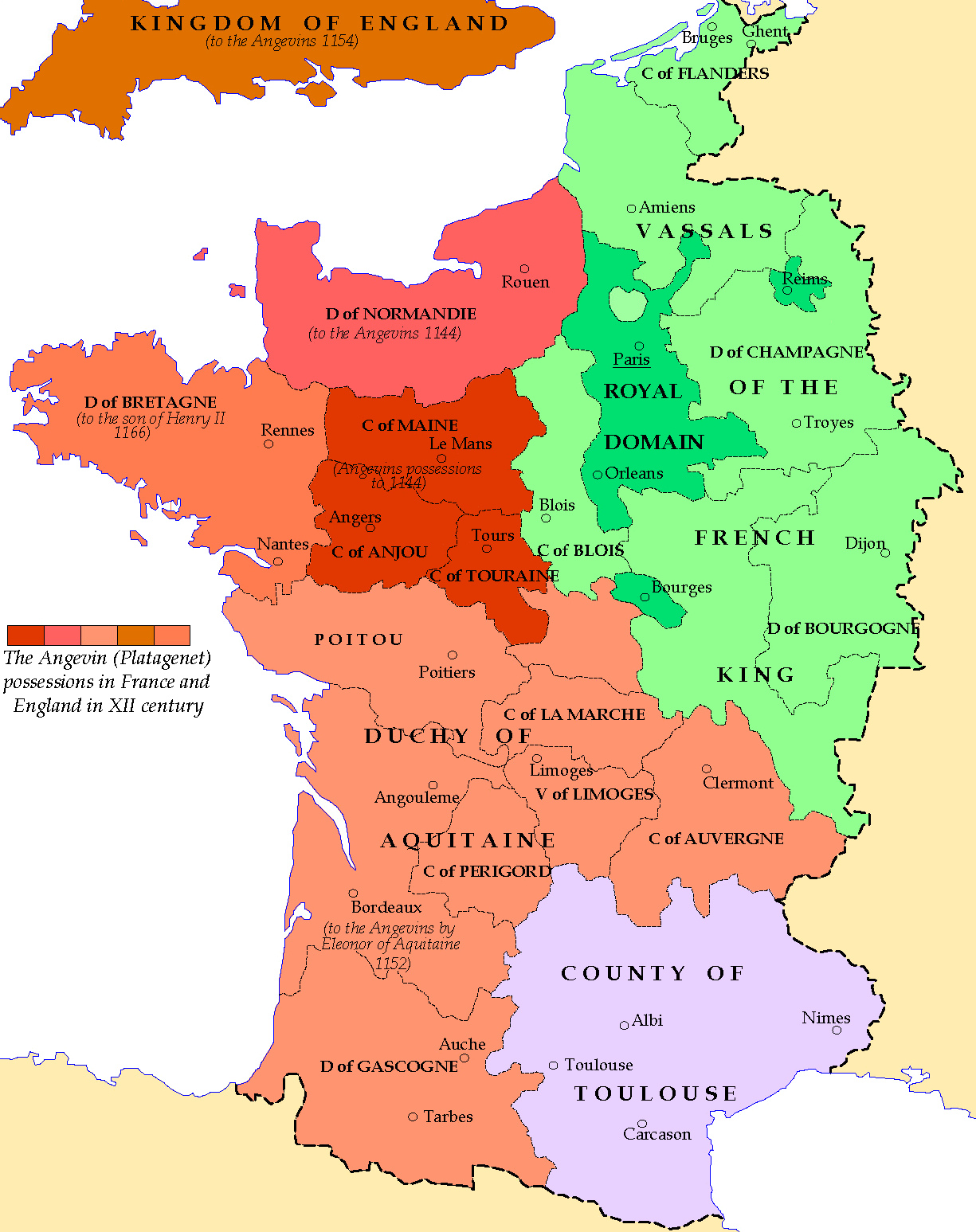
Andegaweńskie posiadłości na kontynencie

Z pierwszej próby Henryk wyszedł obronną ręką. Niedługo po objęciu tronu Anglii ponownie (bezskutecznie) zbuntował się Godfryd. W roku 1156 jeszcze raz spróbował szczęścia, z podobnym rezultatem. Mimo mediacji matki, spór między braćmi nie wygasał i zakończył się dopiero wraz z nagłą śmiercią Godfryda w 1158 roku.
W następnych latach Henryk wciąż poszerzał swoje imperium. Francję udało się na pewien czas uspokoić hołdem lennym z Akwitanii, Andegawenii i Normandii oraz zaręczynami syna Henryka z córką Ludwika VII, Małgorzatą. Henryk poszerzał również swoje wpływy polityczne. W 1159 roku zmarł ostatni z synów króla Stefana Wilhelm z Blois, który był hrabią Mortain i Boulogne. Henryk przekazał te hrabstwa jego siostrze, Marii, ożenionej z Mateuszem, młodszym synem Thierry’ego, hrabiego Flandrii. Dzięki temu posunięciu Henryk zyskał we Flandrii sojusznika, w czym pomogły mu ekonomiczne powiązania Anglii i Flandrii. Henryk roztoczył swoje wpływy również na Bretanię, która była pogrążona w wojnie domowej. Henryk doprowadził do uspokojenia sytuacji i zaręczył swojego syna, Godfryda, z Konstancją, dziedziczką księstwa Bretanii.
Dzięki silnemu oparciu w Akwitanii, w 1173 roku Henryk zhołdował hrabiego Tuluzy. Pierwszą, nieudaną próbę podjął w 1159 r. Jednak wycofał się wówczas gdyż, jak sam uzasadniał, nie chciał walczyć przeciwko swojemu zwierzchnikowi. Był nim król Ludwik VII, który na wieść o działaniach Henryka wyruszył do Tuluzy.
Henryk dążył również do podporządkowania sobie Szkocji. W 1157 roku zmusił jej króla, Malcolma IV, do oddania Anglii hrabstw Cumberland, Westmorland i Northumberland, które przejął lata temu jego dziadek, król Dawid I, dzięki małżeństwu z Matyldą, dziedziczką tych ziem. Kolejny król Szkocji, Wilhelm I Lew, w 1173 przyłączył się do koalicji przeciw Henrykowi, ale jego dwa najazdy (w 1173 i 1174) zakończyły się niepowodzeniem, a podczas tego drugiego król dostał się do niewoli i w 1174 roku został zmuszony do podpisania upokarzającego traktatu w Falaise, w którym oddawał Anglii zamki w Stirling, Edynburgu, Roxburgh, Jedburgh i Berwick.
Nie poszło tak łatwo Henrykowi podczas prób podporządkowania Walii. Trzy wyprawy (w latach 1157, 1158 i 1163) przyniosły tylko połowiczne rezultaty, a Walijczycy zrzucali angielską zwierzchność, gdy tylko oddaliły się wojska Henryka II. Mimo to Anglicy wdzierali się coraz głębiej w walijskie terytorium. W 1158 roku opanowali część ziem na północy, utraconych jeszcze za panowania króla Stefana. Rok 1165 przyniósł Henrykowi formalne zwierzchnictwo nad walijskimi władcami.

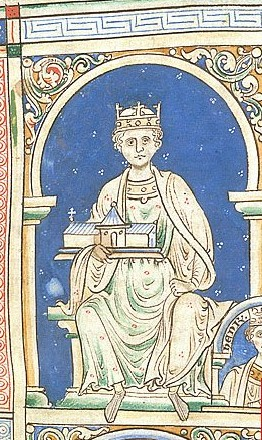
Henryk II Plantagenet

Szczególne miejsce w planach Henryka zajmowała Irlandia. Od początku swego panowania Henryk dążył do podboju wyspy. Niedługo po koronacji wysłał posłów (m.in. Thomasa Becketa) do papieża Hadriana IV (zresztą Anglika), by poparł plany królewskie, co papież istotnie uczynił bullą z 1155 roku. Akcję królewską poprzedziły działania jego baronów. W 1166 król Leinster, Dermot MacMurrough, został wygnany ze swego królestwa i udał się na dwór Henryka do Akwitanii, prosząc o pomoc. Król przychylił się do tej prośby i dał wygnańcowi pomoc swoich wasali. Jednym z nich był Richard de Clare, 2. hrabia Pembroke, który za swoją lojalność otrzymał od Dermota rękę jego córki i tytuł dziedzica królestwa.
Anglicy szybko przywrócili Dermotowi jego królestwo. Zdobyto również Wexford i Waterford oraz splądrowano Dublin. Sami Anglicy również zajęli wiele ziem irlandzkich. W październiku 1171 na wyspę przybył król Henryk i odebrał hołd od angielskich posiadaczy na wyspie. Odparto również atak Wielkiego Króla Irlandii Rory’ego O’Connora i zmuszono władców irlandzkich do płacenia trybutu Anglii. Henryk zwołał również synod w Cashel, na którym podporządkował irlandzki Kościół Rzymowi, utworzył 4 metropolie i narzucił obrządek łaciński. Dublin i okolice stały się domeną królewską i zostały zasiedlone przez Anglików, wywodzących się głównie z Bristolu. Okolice Dublina zostały podzielone między drobnych angielskich rycerzy. Tereny zamieszkane przez Anglików odgrodzono od reszty Irlandii palisadą, stąd pierwsza angielska kolonia w Irlandii nosiła nazwę „The Pale”. W 1177 Henryk przeznaczył Irlandię jako lenno dla swojego najmłodszego syna, Jana.
Wkrótce jednak wielu angielskich osadników zasymilowało się z miejscową ludnością, stając się gorliwymi rzecznikami niepodległości Irlandii. Na pełne podporządkowanie wyspy imperium Plantagenetów było jeszcze za słabe i zbyt zaabsorbowane sprawami kontynentu.

## Polityka wewnętrzna

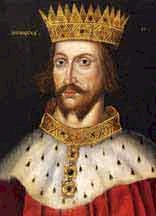
Król Henryk II

Pierwszym zadaniem Henryka w polityce wewnętrznej było odbudowanie prestiżu monarchii, nadwątlonego w okresie panowania króla Stefana, kiedy baronowie zyskali rozległe przywileje i posiadłości ziemskie; król odstąpił im nawet swoje regalia, takie jak bicie monety, budowa zamków i sądownictwo. Zwłaszcza to drugie było nadmiernie praktykowane i kiedy Henryk został królem, jedną z jego pierwszych decyzji było wyburzenie nielegalnie zbudowanych zamków. Starał się również przywrócić sądownictwo władzy królewskiej i wprowadzić powszechne prawo (common law) dla wszystkich mieszkańców. Legiści królewscy, po wnikliwym studiowaniu prawa rzymskiego uznali, że każdy ma prawo do sprawiedliwości u króla (po uiszczeniu, rzecz jasna, pewnej opłaty). Ustanowił zatem Drobne statuty (petty assizes), gdzie za pomocą gotowych pozwów sądowych (writ) upraszczano procedury sądowe. W 1166 wydane zostały Statuty Clarendońskie, wydane ponownie w 1176 i 1195 spowodowały ujednolicenie prawa zwyczajowego w całej Anglii. Za czasów Henryka powstał Główny Sąd Królewski, zajmujący się rozpatrywaniem apelacji. Po hrabstwach rozjeżdżali się królewscy sędziowie wędrowni (iudices itinerantes), którzy sądzili w oparciu o prawa królewskie. W 1179 roku zniesiono instytucję ordaliów (sądów bożych) i wprowadzono ławy przysięgłych, rekrutujących się z miejscowej wolnej ludności. Wprowadzono instytucję Najwyższego Sędziego (Justiciar), który miał zastępować króla podczas jego nieobecności w Anglii. Pierwszym Sędzią został Richard de Lucy.
Reformy objęły również sprawy skarbowe. Utrzymano powołany przez Henryka I trybunał Szachownicy. W 1163 roku zaprzestano pobierania Danegeldu. Prekaria feudalne (aide) uzyskały rangę powszechnego podatku. Wprowadzono również tarczowe (scutagium), czyli podatek płacony w zamian za zwolnienie od służby rycerskiej (Henryk wolał najemną armię od pocztów feudalnych). Rosły podatki z tytułu dziedziczenia lenn; branie w królewską opiekę wdów, sierot i instytucji kościelnych służyło głównie wyciśnięciu z nich jak największej ilości pieniędzy.

## Zatarg z Kościołem
Celem Henryka była również sakralizacja osoby króla, jaka miała miejsce w domu Kapetyngów. Tutaj na przeszkodzie stanęły emancypacyjne dążenia Kościoła. Opozycja antykrólewska istniała również na dworze, brakowało jednolitej koncepcji władzy królewskiej, a znakomity uczony Jan z Salisbury napisał traktat Polycraticus, w którym uzasadniał konieczność prymatu władzy kościelnej nad świecką i usprawiedliwiał „tyranobójstwo”. Ponadto Henryk popadł w zatarg z Kościołem na tle sądownictwa: od czasów Wilhelma Zdobywcy Kościół zyskał szeroką autonomię w sprawach sądowych, uzyskując zwolnienie duchownych spod jurysdykcji świeckiej, ale także uzyskując możliwość powoływania osób świeckich przed trybunały kościelne. W roku 1164 Henryk wydał konstytucje clarendońskie, w których zabraniał stawiania osób świeckich przed sądami kościelnymi, nakazywał odpowiedzialność karną duchownych przed sądami świeckimi, umacniał wpływ króla na elekcje biskupów i zabraniał apelacji do Rzymu bez zgody monarchy.
Opór tym postanowieniom dał nowy arcybiskup Canterbury Tomasz Becket, były współpracownik króla, od roku 1162 arcybiskup i obrońca prerogatyw Kościoła. W wyniku sporu arcybiskup znalazł się na wygnaniu we Francji. Papież Aleksander III toczył właśnie walkę z cesarzem Fryderykiem Barbarossą i nie chciał zrażać króla Anglii. Zaproponował kompromis i arcybiskup wrócił do Anglii. Wkrótce jednak znowu popadł w konflikt z monarchą i ponownie znalazł się na wygnaniu. Wrócił w 1170 roku, lecz dalej działał wbrew woli króla (np. sprzeciwił się koronacji następcy Henryka). Pewnego razu podczas uczty Henryk miał wykrzyknąć: „Któż uwolni mnie od tego mącicielskiego klechy?” (Will no one rid me of this meddlesome priest?). Czterech rycerzy (Reginald Fitzurse, Hugh de Moreville, Wilhelm de Tracy i Richard le Breton), licząc na nagrodę, 29 grudnia 1170 roku zarąbało mieczami arcybiskupa przed ołtarzem katedry w Canterbury.

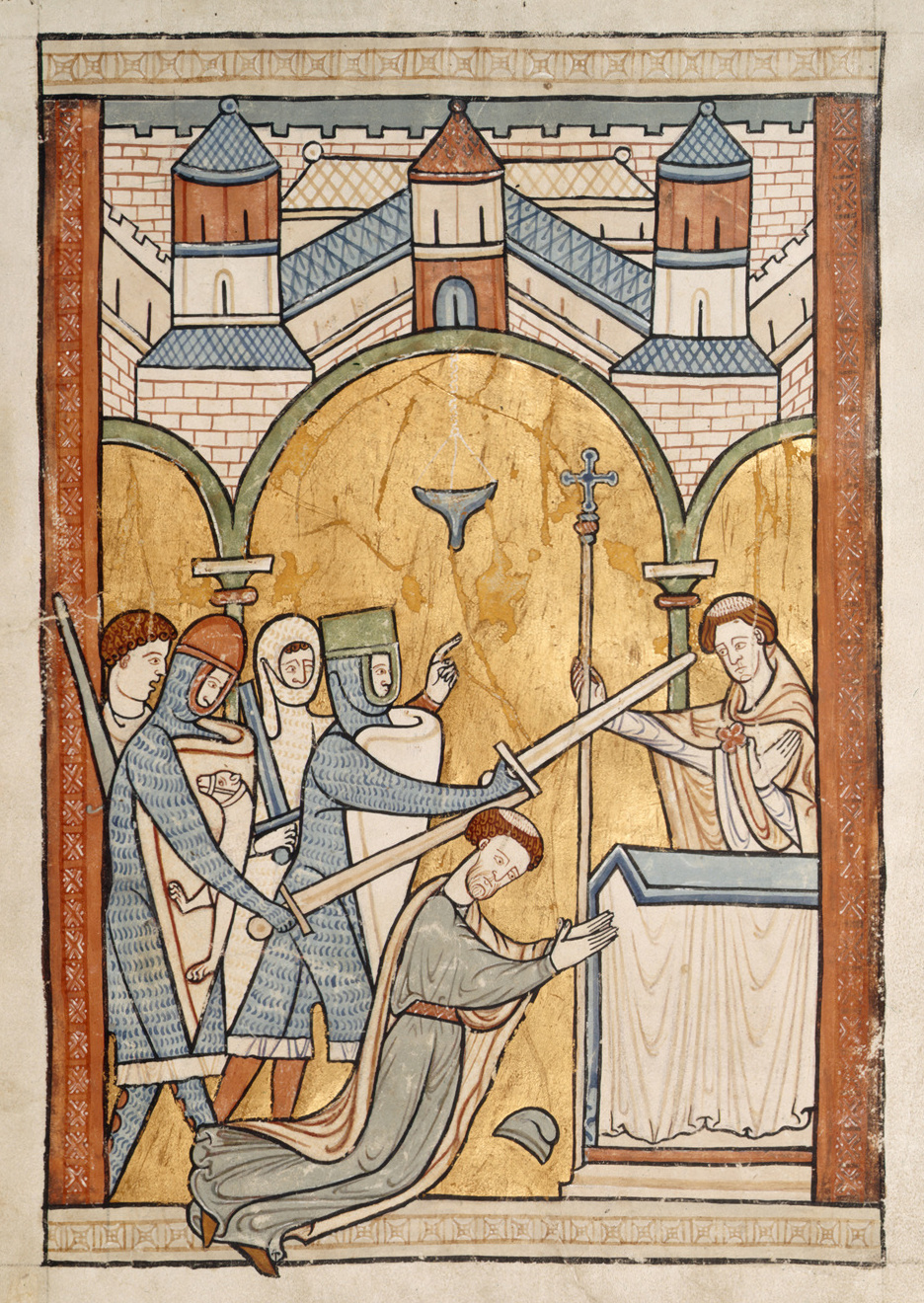
Zabójstwo Thomasa Becketa

W wyniku tego morderstwa polityka kościelna króla załamała się. Opór feudałów, kleru i papiestwa, grożącego ekskomuniką, zmusiły Henryka do upokarzającej ceremonii pokutnej. 21 maja 1172 roku został wychłostany nago przed katedrą w Avranches. Musiał również odbyć pielgrzymkę do grobu Becketa (kanonizowanego w 1173 roku). Konstytucje clarendońskie zostały odwołane, król utrzymał tylko prawo wpływu na nominacje dostojników kościelnych. Zobowiązał się również udać na wyprawę krzyżową i wysłać pieniądze do państw krzyżowych na Wschodzie. Henryk nigdy nie udał się na krucjatę, mimo iż proponowano mu nawet koronę Jerozolimy. W 1188 odmówił płacenia podatku na rzecz odbicia Świętego Miasta (tzw. „podatku saladyńskiego”). Jego śmierć rok później została przez niektórych zinterpretowana jako kara boża za niewspomożenie planów odbicia Jerozolimy.

## Konflikt z synami
Henryk miał pięciu synów, z których czterech dożyło lat sprawnych do rządzenia. Stosunki między ojcem a synami były złe. Synowie odziedziczyli po ojcu ogromne ambicje i dążyli do tego, aby wcześnie uzyskać pod własną władzę jakąkolwiek część terytorium ojca. Te rodzinne animozje wykorzystywane były przez siły wrogie Andegawenom – niezadowolonych feudałów i królów Francji, najpierw Ludwika VII, od 1180 roku jego syna Filipa Augusta.
Następcą Henryka II był jego najstarszy syn, Henryk, zwany Młodym Królem, ukoronowany już w 1170 roku (a więc za życia ojca), również zięć króla Francji. Młodszy Henryk otrzymał po koronacji współwładztwo w Andegawenii, ale chciał rządzić samodzielnie. Dodatkowo, w 1173 roku Henryk II nosił się z planem wydzielenia części Andegawenii jako uposażenie dla swego najmłodszego syna Jana, lub też oddania mu całego hrabstwa. Henryk Młody Król odczuł to bardzo dotkliwie i zaczął spiskować przeciwko ojcu. Miał poparcie skłóconej z mężem matki, większości feudałów, króla Francji, króla Szkocji oraz hrabiów Flandrii, Blois i Boulogne.
Rewolta rozpoczęła się w roku 1173 od ataku Filipa z Flandrii i Mateusza II z Boulogne na Normandię. 29 czerwca Filip rozpoczął oblężenie Aumele. Jednocześnie Ludwik VII i młodszy Henryk zaatakowali Verneuil. Robert de Beaumont, 3. hrabia Leicester, czołowy buntownik wśród arystokracji, zebrał armię flamandzkich najemników i przeprawił się do Anglii. Został jednak pobity przez wojska Richarda de Luciego, które właśnie odparły atak Szkotów na północne pogranicze. Rok później Szkoci zaatakowali ponownie. Henryk II uporał się z atakiem na Normandię i przeprawił się do Anglii. Po pielgrzymce do grobu Becketa ruszył na północ i pojmał króla Wilhelma Lwa. Tymczasem zbuntowani baronowie i sam Henryk Młody Król poddali się zwycięzcy. Henryk II nie wyciągnął wobec pierworodnego żadnych konsekwencji. Królowa Eleonora, która odegrała niebagatelną rolę w podżeganiu syna do buntu przeciwko ojcu, została uwięziona na kilka lat.
Henryk Młody Król zmarł w 1183 roku. Doprowadziło to do sporów o sukcesję. Henryk widział na tronie najmłodszego Jana, swojego ulubionego syna. Eleonora Akwitańska popierała swojego ulubieńca – najstarszego z żyjących synów, Ryszarda. O swoje wystąpił też trzeci z braci, Godfryd. Ten został jednak pokonany i musiał uciekać do Francji, gdzie zmarł. Ryszard, korzystając z poparcia Filipa Augusta i Eleonory, toczył walkę z ojcem. 4 czerwca 1189 roku, dzięki francuskim posiłkom, Ryszard pokonał ojca. Henryk wycofał się do Chinon, gdzie 6 lipca zmarł. Z jego synów czuwał przy nim tylko nieślubny Godfryd, arcybiskup Yorku.
Gerald z Walii podaje, że ostatnie słowa króla brzmiały: Hańba, hańba pokonanemu królowi. Według innej wersji zwrócił się do arcybiskupa Godfryda mówiąc: Moi pozostali synowie to prawdziwe bękarty. Został pochowany w opactwie Fontevraud. Następcą Henryka na tronie Anglii został popierany przez Eleonorę Ryszard. Ulubieniec Henryka, Jan, wstąpił na tron Anglii po śmierci brata Ryszarda w 1199 roku.

## Król prywatnie
Król Henryk miał wiele kochanek, spośród których najsłynniejszą jest Rosamund Clifford, zwana „Piękną Rozamundą”, którą Henryk poznał podczas wyprawy do Walii w 1165 roku. Od czasu zerwania z żoną w 1174 Henryk nie krył się z tym romansem. Rozamunda zmarła około roku 1176; nie wiemy, czy miała z Henrykiem dzieci. Inną jego słynną kochanką była córka Ludwika VII francuskiego Alicja, narzeczona jego syna Ryszarda. Alicja pozostała na dworze Henryka, mimo iż nigdy nie poślubiła jego syna. Urodziła Henrykowi jedno dziecko.
Peter z Blois tak opisał Henryka około 1177 roku: „Król ma długie, rude włosy, które jednak, wraz z wiekiem, stają się coraz bardziej siwe. Jest średniego wzrostu, ale czasem wydaje się bardzo mały. Ma pałąkowate nogi, golenie jeźdźca, szeroką pierś i umięśnione ramiona. To wskazuje na człowieka silnego, zwinnego i śmiałego. Nigdy nie siedzi, chyba że na koniu lub przy jedzeniu. Jeśli zajdzie konieczność, potrafi w ciągu jednego dnia pokonać odległość 4-5 dni marszu i, omijając zasadzki wroga, znienacka go zaatakować. Zawsze trzyma w ręku łuk, miecz, włócznię albo strzałę, chyba że czyta książkę lub uczestniczy w posiedzeniach Rady”.
Gerald z Walii tak opisał króla: „Człek rudy i piegowaty, z dużą, okrągłą głową, szarymi oczami pałającymi zawziętością i nieopanowaniem, nabiegłymi krwią w chwilach złości. Twarz ma zapalczywą i szorstką, głos chropowaty. Jego pierś jest silna i szeroka, ramiona potężne. Ciało dobrze zbudowane, ze skłonnościami do tycia, które równoważy zamiłowaniem do ćwiczeń fizycznych”.
Henryk był człowiekiem wykształconym. Znał kilka języków obcych, a jego zwolennicy pisali, że włada „każdymi językami używanymi między morzem Francji a Jordanem”.
W 1144 roku Adelard z Bath poświęcił mu swój traktat o astrolabium.

## Wywód przodków
| 4. Fulko V            |  |                          |  |  |                          |
|                       |  | 2. Godfryd V Plantagenet |  |  |                          |
| 5. Ermengarda z Maine |  |                          |  |  |                          |
|                       |  |                          |  |  | 1. Henryk II Plantagenet |
| 6. Henryk I Beauclerc |  |                          |  |  |                          |
|                       |  | 3. Matylda               |  |  |                          |
| 7. Matylda Szkocka    |  |                          |  |  |                          |
|                       |  |                          |  |  |                          |

## Rodzina
18 maja 1152 r. poślubił Eleonorę (1122 – 1 kwietnia] 1204), córkę Wilhelma X Świętego, księcia Akwitanii i Eleonory, córki wicehrabiego Amalryka de Châtellerault. Henryk i Eleonora mieli razem pięciu synów i trzy córki:
- Wilhelm de Poitiers (17 sierpnia 1153 – 1156), hrabia Poitiers,
- Henryk Młody Król (28 lutego 1155 – 11 czerwca 1183),
- Matylda (1156 – 13 lipca 1189), poślubiła Henryka Lwa – księcia saskiego, była matką cesarza Ottona IV z Brunszwiku,
- Ryszard I Lwie Serce (8 września 1157 – 6 kwietnia 1199), król Anglii,
- Gotfryd (23 września 1158 – 19 sierpnia 1186),
- Eleonora (13 października 1162 – 31 października 1214), poślubiła Alfonsa VIII Szlachetnego, króla Kastylii,
- Joanna (październik 1165 – 4 września 1199), poślubiła najpierw Wilhelma II Sycylijskiego, a później Rajmunda VI z Tuluzy,
- Jan bez Ziemi (24 grudnia 1167 – 19 października 1216), król Anglii.

Henryk miał również kilkoro dzieci ze związków pozamałżeńskich:
Z Idą, hrabiną Norfolk:
- William de Longespee, 3. hrabia Salisbury (ok. 1176 – 7 marca 1226),

Z Ykenai:
- Godfryd (ok. 1152 – 12 grudnia 1212), arcybiskup Yorku, Lord kanclerz.

Z Alicją, królewną francuską:
- nieznane z imienia dziecko (istnienie tego dziecka bywa kwestionowane[27]).

Z nieznanymi kochankami:
- Morgan, biskup Durham,
- Matylda, opatka klasztoru w Barking.

## Henryk II w literaturze i filmie
- Miniserial z 2010 na podst. powieści Kena Folletta Filary Ziemi
- Dramat T.S. Eliota „Morderstwo w katedrze” (Murder in the Cathedral) o śmierci arcybiskupa Becketa
- Dramat Jeana Anouilha Becket, czyli Honor Boga i jego filmowa adaptacja z 1963 r. w reżyserii Petera Glenville’a. W roli Henryka II wystąpił Peter O’Toole
- Dramat Jamesa Goldmana Lew w zimie („The Lion in Winter”) i jego filmowe adaptacje:
  - z 1968 r. w reżyserii Anthony’ego Harveya; w roli Henryka II wystąpił Peter O’Toole,
  - z 2003 r. w reżyserii Andrieja Konczałowskiego; w roli Henryka II wystąpił Patrick Stewart.
- serial BBC2 z 1978 r. Diabelska korona („The Devil's Crown”) z Brianem Coksem w roli Henryka II, i napisana na jego podstawie książka Richarda Barbera
- Powieść „Bracia Hioba”, autorka: Rebecca Gablé
- Powieść "When Christ and His Saints Slept" autorstwa Sharon Kay Penman[28]
- Występuje w jednym odcinku serialu dla dzieci CBBC Horrible Histories. Jest jednym z monarchów śpiewających listę władców Anglii. Zagrał go Jim Howick.